# آیدا فولچ
آیدا فولچ (اسپانیایی: Aida Folch‎؛ زادهٔ ۲۴ نوامبر ۱۹۸۶) بازیگر اهل اسپانیا است.
از فیلم‌ها یا برنامه‌های تلویزیونی که وی در آنها نقش داشته‌است می‌توان به مادران، عشق و زندگی، افراد خودی، جان‌های سلیا، دوشنبه‌ها در آفتاب و ملکه اسپانیا اشاره کرد.